# 兆麟街道 (北安市)
兆麟街道，是中华人民共和国黑龙江省黑河市北安市下辖的一个乡镇级行政单位。

## 行政区划
兆麟街道下辖以下地区：
通达社区、百盛社区、北苑社区和新绿社区。